# Gen PAH

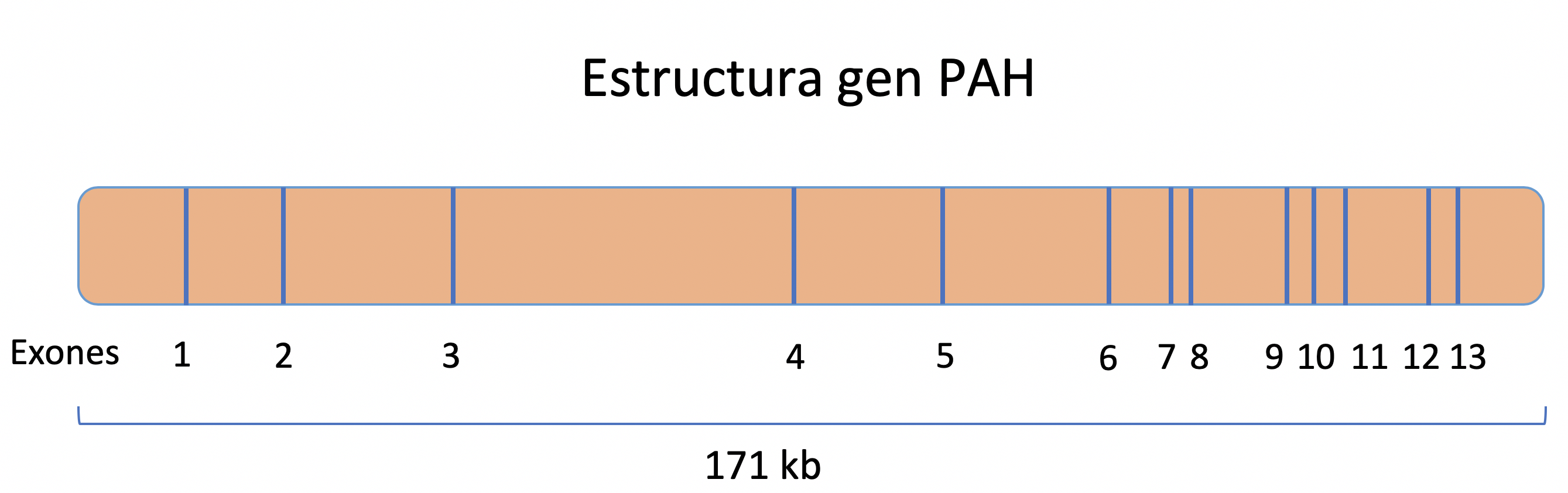
Estructura, medida y exones que contiene el gen PAH.

El gen PAH esta situado en el cromosoma 12 (humano) y se encarga de la síntesis de la enzima hepática fenilalanina hidroxilasa, la falta o deficiencia de esta enzima provoca la fenilcetonuria.
La enzima fenilalanina hidroxilasa pertenece a la familia de las proteínas hidroxilasa que presentan aminoácidos aromáticos dependientes de la biopterina y es responsable del procesamiento del aminoácido fenilalanina. 
La carencia o mutación de este gen que resulten en la falta o deficiencia de la actividad de la proteína provoca, entre otras enfermedades, la fenilcetonuria, una enfermedad autosómica recesiva.
| Identificaciones                                     | Identificaciones |
| ---------------------------------------------------- | --- |
| Símbolo oficial aprobado                             | PAH (proporcionado por HGNC) |
| Nombre aprobado                                      | phenylalanine hydroxylase |
| Nombres y símbolos prévios                           | GC12M102330 GC12M103190 GC12M101735 GC12M101736 GC12M101737 GC12M100292 GC12M103230 |
| HGNC ID                                              | 8582 |
| Entrez gene                                          | 5053 |
| Ensembl                                              | ENSG00000171759 |
| OMIM                                                 | 612349 |
| UniProtKB                                            | P00439 |
| Propiedades y características                        | |
| Proteína que codifica                                | Fenilalanina hidroxilasa |
| Locus                                                | 12q23.2 |
| Tipo de locus                                        | Gen con producto proteico |
| Localización molecular                               | Pares de bases de la 102.836.884 a la 102.958.409 del cromosoma 12 |
| Coordenadas genómicas (GRCh38)                       | 12:102,836,884-102,958,409 |
| Exones                                               | 13 |
| Medida                                               | 171 kb |
| Secuencia de bases DNA                               | Secuencia de bases completa |
| Secuencia de aminoácidos de la proteína que codifica | Secuencia de aminoácidos completa |
| Patrón de la expresión del RNA                       | |
|                                                      | |
| Organismo                                            | Homo sapiens |
| Homólogos                                            | Lista Completa de Homólogos |
| Ortólogos                                            | Lista Completa de Ortólogos |
| Otros nombres                                        | L-Phenilalanine,tetrahidrobiopterin:oxygen oxydoreductase (4-hidroxilating) PH4H_HUMAN Phenilalaninase Phenylalanine Hydroxylase Phenylalanine 4-Monooxygenase Phe-4-Monooxygenase Phenylalanine-4-Hydroxylase PKU1 PKU Phe-4-Monooxygenase F 1.14.16.1 |

## Estructura
El PAH es un gen constituido de 121.526 bases nitrogenadas, que codifica una proteína de 452 aminoácidos y una masa molecular de 51862 Da. Su estructura cuaternaria tiene forma de homodímero y de homotetramero.

Está localizado en la región 12q23.2 del brazo largo (q) del cromosoma 12 (humano).

### Estructura y medida
El PAH tiene una longitud de 171 kilobases (kb) e incluye 13 exones con intrones de entre 1 kb y 24 kb y exones entre 57 y 197 pares de bases (pb).

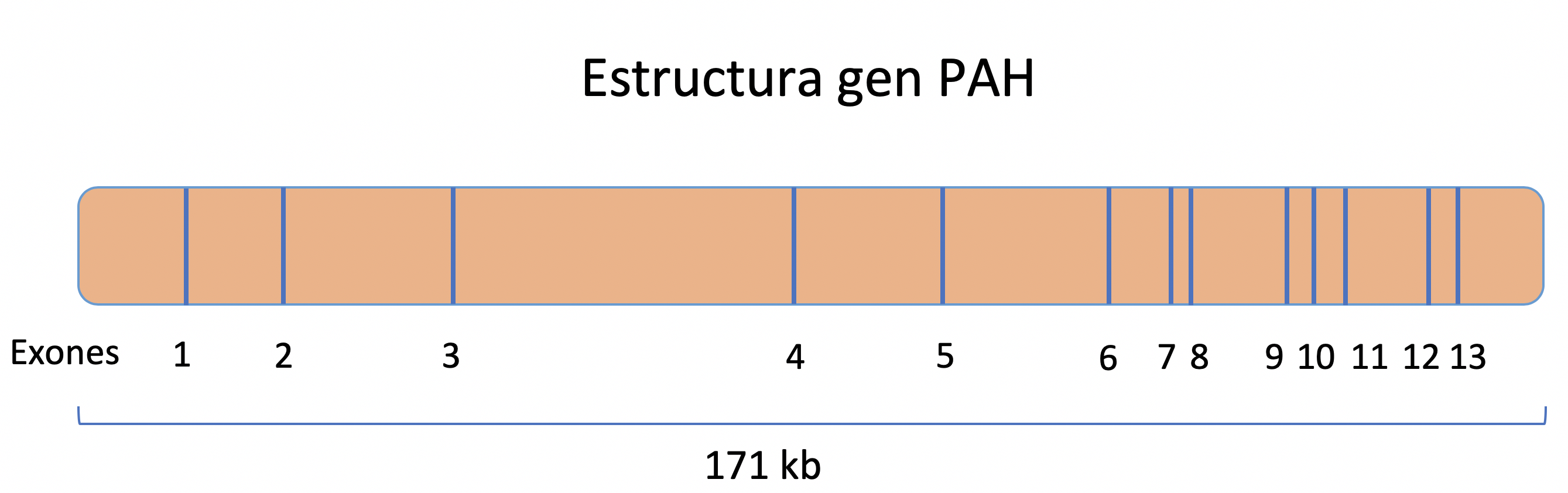
Exones que contiene el gen PAH.

Estas 171 kb se reparten en distintas partes, entre las cuales podemos destacar:
- Las primeras cinco zonas no traducidas (UTR) constituyen 27 kb;
- Las tres zonas principales que se encuentran después de la secuencia donde hay una cola de poli(A) en el exón 13 constituyen un total de 65 kb.[7]

### Homólogos y ortólogos

#### Homólogos
Se ha encontrado el gen PAH conservado en el chimpancé, el macaco Rhesus, el perro, la vaca, la rata, la gallina, el pez cebra, la mosca de la fruta, el mosquito, el Caenorhabditis elegans y la rana.

#### Ortólogos
Un total de 237 organismos que tienen ortólogos con el gen humano PAH han sido encontrados. Entre estos organismos encontramos los mencionados en el apartado anterior junto con otros, como el hurón y el yak.

## Función
El gen PAH tiene como función la de codificar la enzima hepática Fenilalanina hidroxilasa.
En humanos, la expresión génica del gen PAH se da, principalmente, en el hígado. No obstante, también se ha detectado la presencia de la Fenilalanina hidroxilasa en los riñones y en la vesícula biliar, siendo su presencia mucho menor en otros órganos.
La carencia o mutación de este gen que resulten en la falta o deficiencia de la actividad de la proteína, provoca entre otras enfermedades, la fenilcetonuria, una enfermedad autosómica recesiva.[1]

### Función enzimática
Esta enzima cataliza en el hígado el primer paso para procesar la fenilalanina (Phe), el cual consiste es un bloque de acumulación de proteínas, obtenido a través de la dieta.
La Fenilalanina hidroxilasa, se encarga de convertir la fenilalanina (Phe) en otro aminoácido denominado tirosina (Tyr), en presencia del cofactor BH4 (tetrahidrobiopterina), todo esto a través de la hidroxilación del anillo aromático para sintetizar Tyr. Por lo general el 75% de la Phe se oxida a Tyr y el 25% se incorpora a las proteína.
La enzima PAH controla el catabolismo del aminoácido
Phe y también la tasa de síntesis de proteínas y de neurotransmisores, ya que la Tyr es la precursora de las catecolaminas. Además, la Phe y los productos de su degradación son neurotóxicos, por lo que la Fenilalanina hidroxilasa está sometida a una estricta regulación mediante tres mecanismos diferentes:
- Activación por fosforilación;
- Inhibición por el cofactor BH4;
- Activación por sustrato.[10]

La deficiencia de esta enzima, tradicionalmente conocida como fenilcetonuria causa intolerancia al consumo diario de fenilalanina, ocasionando un aumento en sus niveles en sangre, dando un espectro de manifestaciones clínicas que dependen precisamente del grado de alteración enzimática. Esto corresponde a un error innato del metabolismo de los aminoácidos más frecuente.
La identificación y el tratamiento tempranos evitan las secuelas clínicas de la enfermedad más graves, pero han surgido nuevos problemas de desarrollo neurológico y psicológico en los individuos tratados desde el nacimiento.
Generalmente, el trastorno se diagnostica a través de los programas de cribado neonatal.

## Patologías asociadas

### Fenilcetonuria
La enfermedad más conocida respecto a este gen es la fenilcetonuria (PKU). Se trata de una enfermedad genética, autosómica y recesiva, presente aproximadamente en uno de cada 10.000 nacimientos. El gen PAH es el único relacionado con la carencia de la fenilalanina hidroxilasa. Esta patología sucede debido a distintas mutaciones (por ahora se conocen más de 500) que provocan un funcionamiento incorrecto del gen a la hora de sintetizar la fenilalanina hidroxilasa. Esta, a su vez, no puede llevar a cabo su labor de catalizar la conversión de fenilalanina a tirosina, por lo cual el aminoácido se acumula en nuestro cuerpo, resultando perjudicial para el sistema nervioso y el cerebro. Los casos más graves suceden en recién nacidos a los cuales no se les detecta esta enfermedad. Durante los primeros meses su desarrollo parece normal, pero más tarde, alrededor del año de vida pueden aparecer signos de retraso mental como consecuencia del daño cerebral causado.

#### Diagnóstico y tratamiento
Hoy en día el diagnóstico de esta enfermedad se lleva a cabo en el momento del nacimiento, mediante la «prueba del talón». Una vez diagnosticada la enfermedad, el tratamiento más habitual consiste en modificar la dieta, de manera que el aporte de fenilalanina sea el imprescindible, para así poder mantener unos niveles corporales saludables. Hay que vigilar que el aporte de fenilalanina no sea demasiado bajo, ya que no deja de ser un aminoácido esencial, por lo que no puede ser suprimido totalmente de nuestro aporte nutricional. Las dietas se caracterizan por reducir el consumo de alimentos ricos en proteínas, como las carnes, pescados y huevos, y aumentando el de frutas, hortalizas y pasta.

### Hiperfenilalaninemia no fenilcetonúrica
También conocida como no-PKU HPA o HPA leve, la Hiperfenilalaninemia no fenilcetonúrica se caracteriza por presentar unos niveles de Phe en sangre levemente elevados (120 μmol/L aproximadamente) teniendo en cuenta que el individuo presenta una dieta normal.
Esta afección, a diferencia de la PKU, en ausencia de tratamiento presenta un menor riesgo de desgaste en el desarrollo cognitivo.

### Fenilcetonuria variante
La fenilcetonuria variante es otra enfermedad causada por la actividad defectuosa del gen PAH. Se caracteriza por ser aquella donde se clasifican a los individuos afectados por la deficiencia de Fenilalanina hidroxilasa, los cuales no están incluidos en la descripción de PKU o de no-PKU HPA.